# المدرك (الشغادرة)

تعديل مصدري - تعديل

المدرك هي إحدى قرى عزلة الحواصلة بمديرية الشغادرة التابعة لمحافظة حجة، بلغ تعداد سكانها 5 نسمة حسب تعداد اليمن لعام 2004.